# Neostichtis nigricostata
Neostichtis nigricostata là một loài bướm đêm trong họ Noctuidae.